# 玛莱堂
玛莱堂（法語：Temple du Marais）是一座新教教堂，位于巴黎第四区玛莱区圣安托万路17号。
该堂原属于天主教圣母访亲女修会的女修道院，由安讷西的圣方济加·尚达尔创立于1619年。该修道院在1790年法国大革命期间被洗劫并没收，修女被驱逐，1796年出售修道院，除小堂外的建筑均被拆除。1802年，拿破仑下诏将该堂交给新教教会。

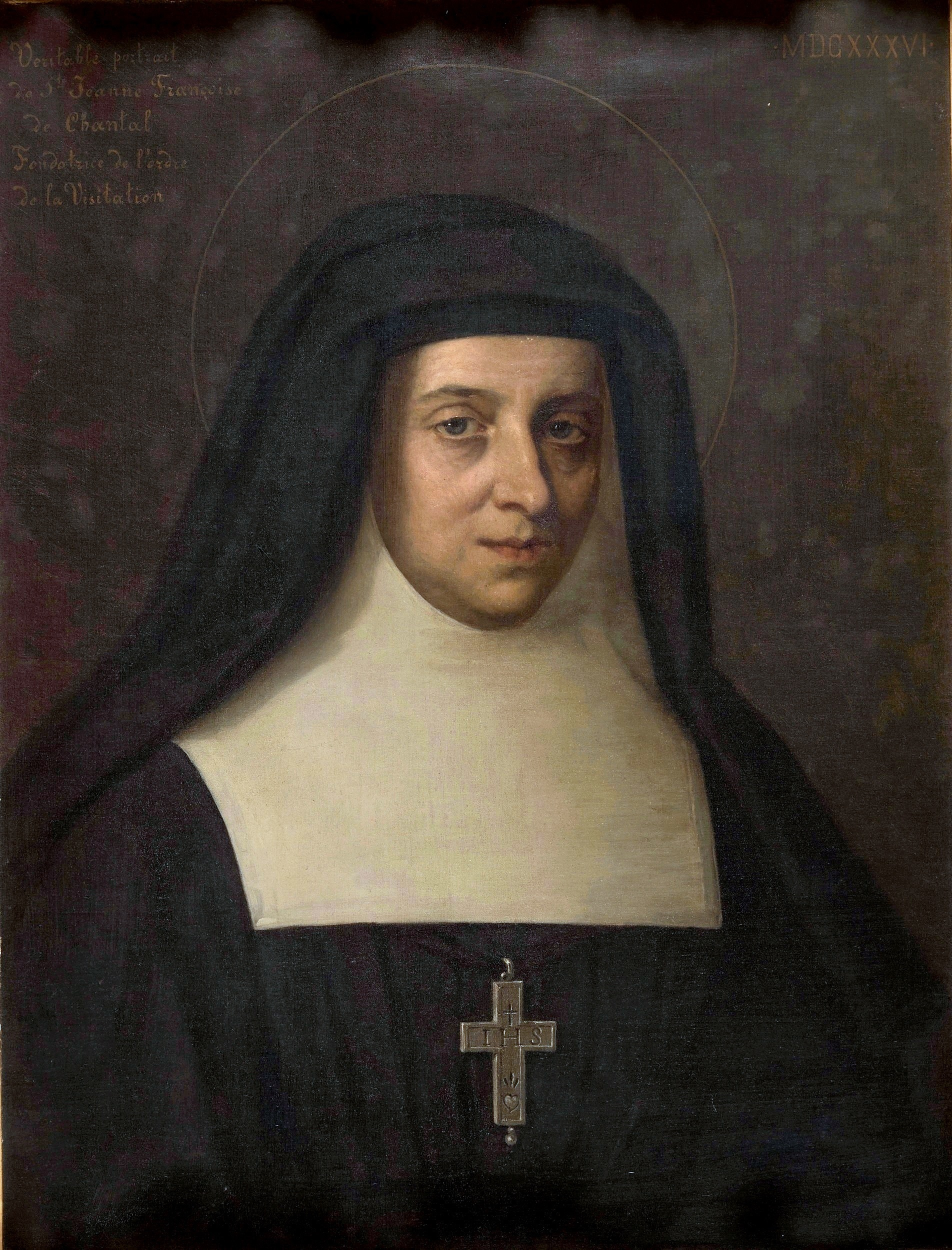
圣方济加·尚达尔

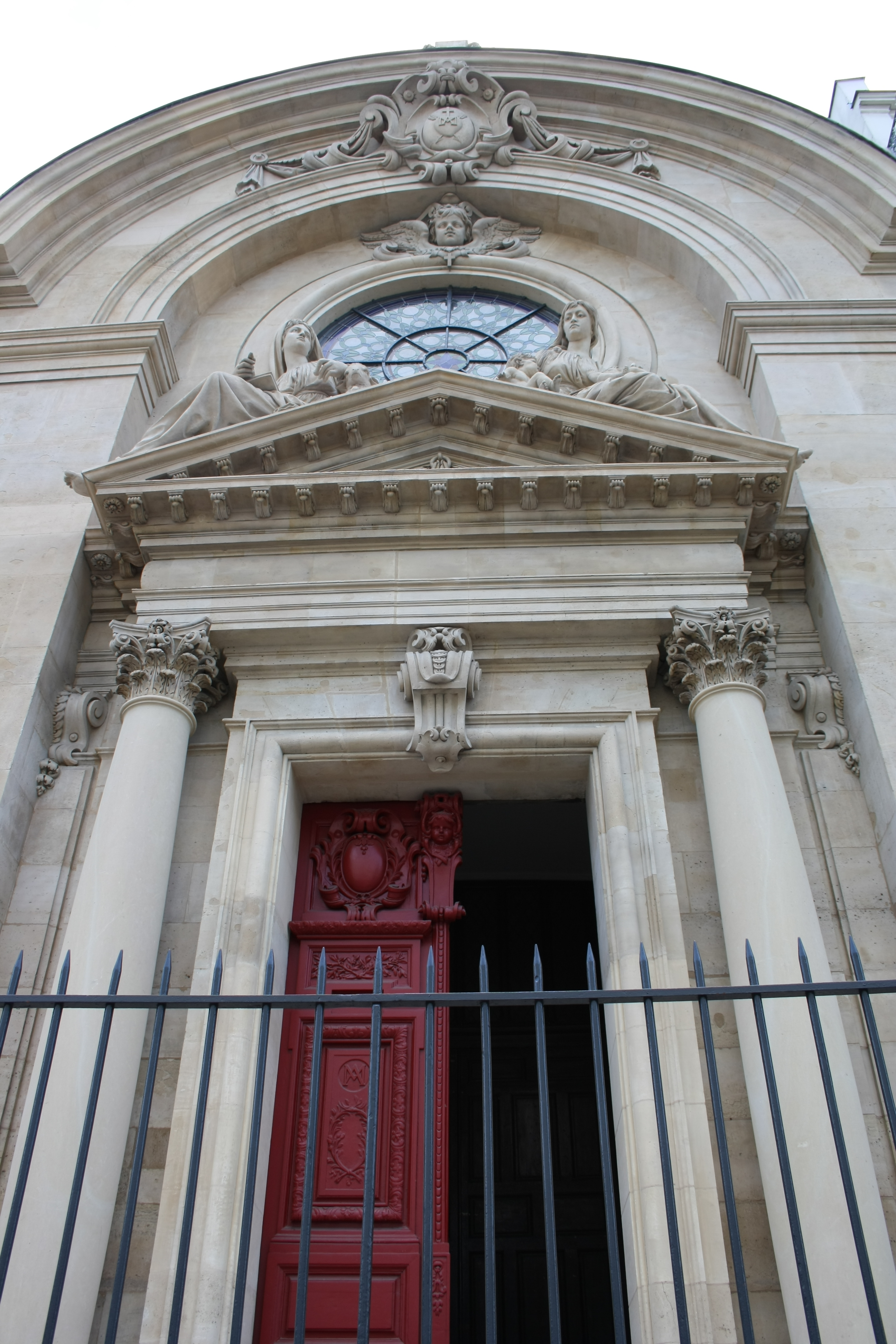
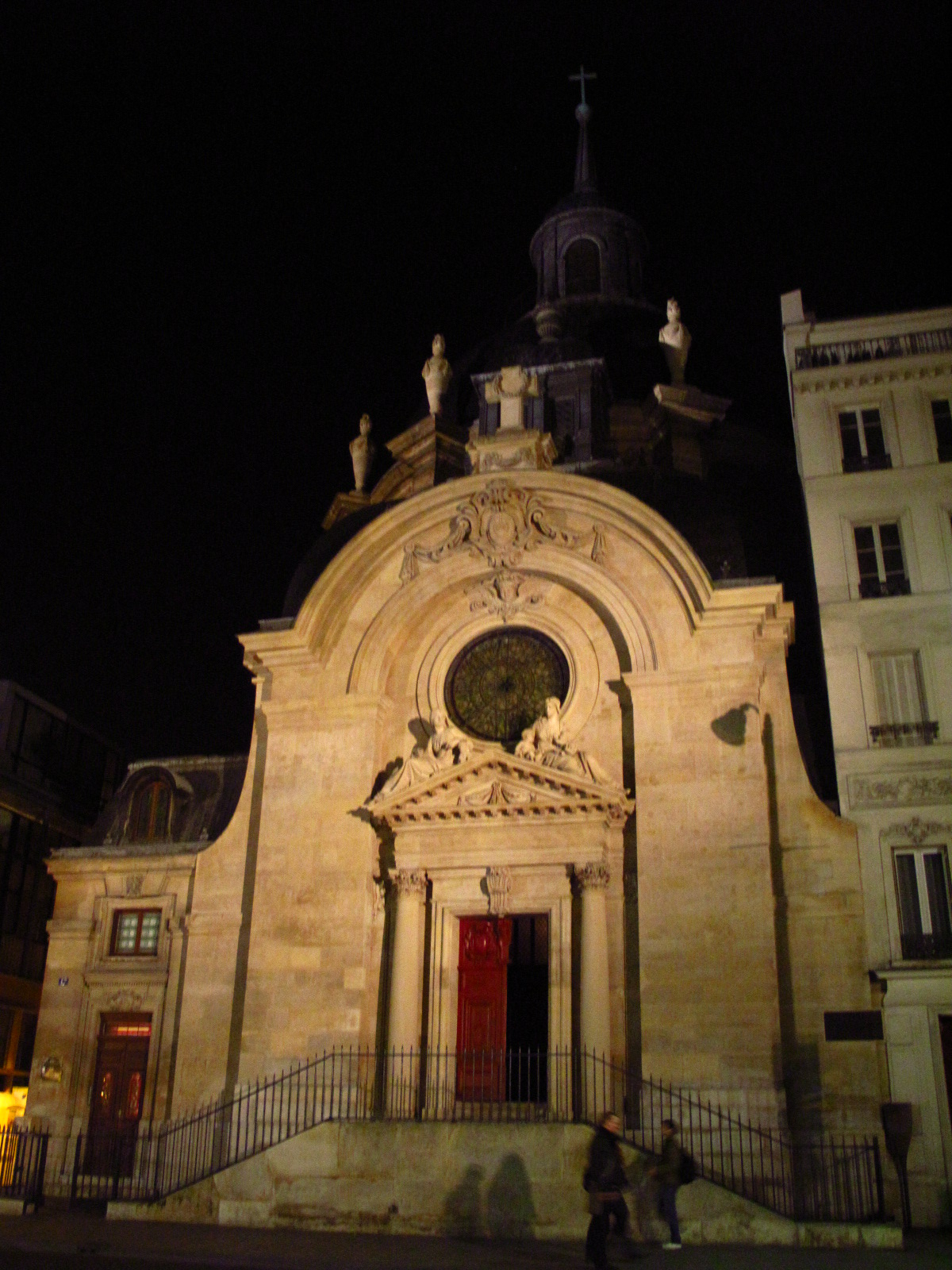
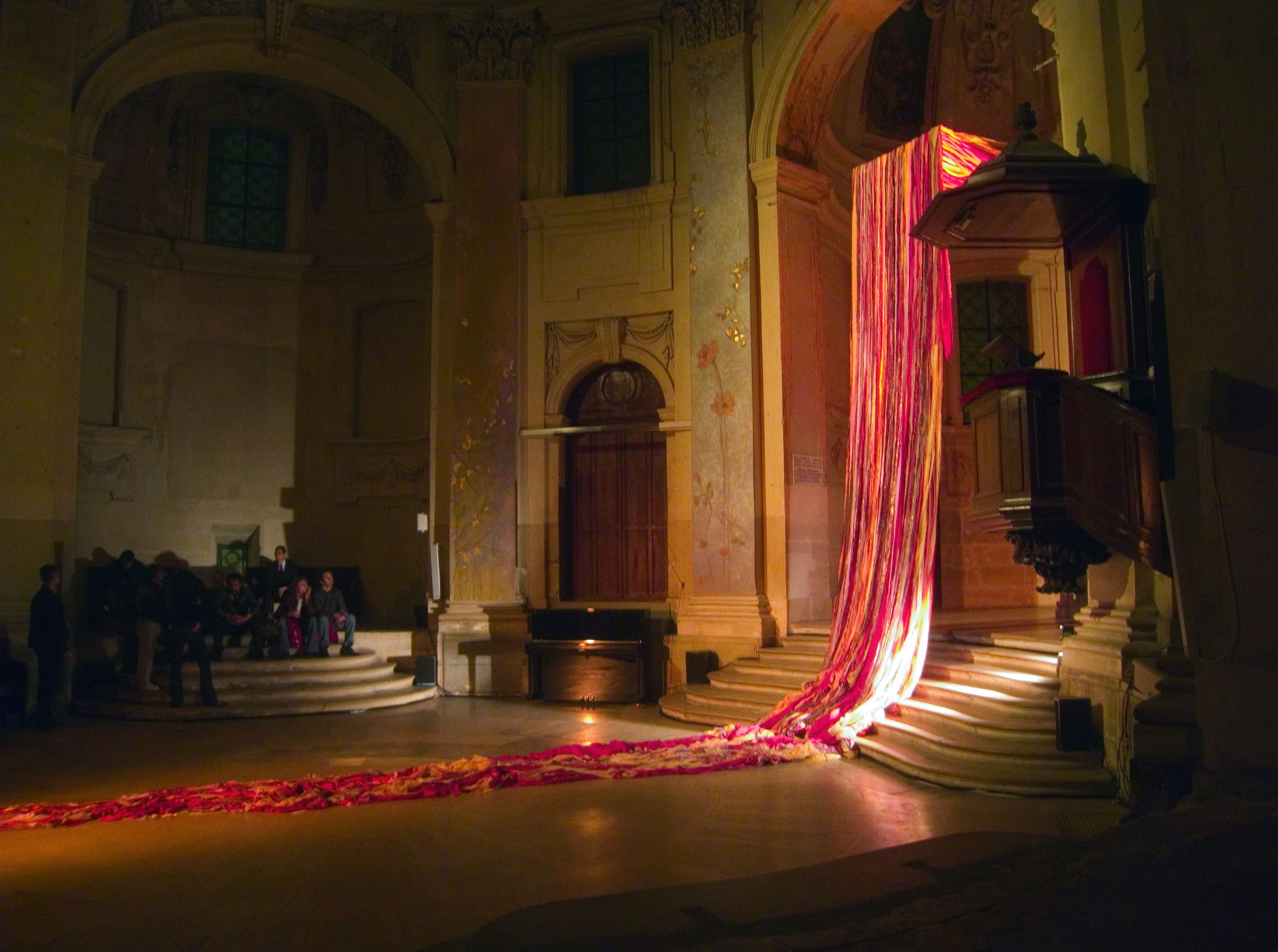